# Луис Алкориса
Луис Алкориса де ла Вега (на испански: Luis Alcoriza de la Vega) е мексикански режисьор, сценарист и актьор от испански произход.

## Биография
Той е роден на 5 септември 1918 година в Бадахос в семейството на комедийни актьори, но напуска Испания по време на Гражданската война. През 1940 година се установява в Мексико и първоначално работи като актьор в киното, а след това започва да пише сценарии, включително за филми на Луис Бунюел, като „Забравените“ („Los olvidados“, 1950), „Той“ („El“, 1953) и „Илюзията се вози на трамвай“ („La ilusión viaja en tranvía“, 1954). Започва да режисира през 60-те години и филмът му „Тлаюкан“ („Tlayucan“, 1962) е номиниран за „Оскар“ за чуждоезичен филм.
Луис Алкориса умира на 3 декември 1992 година в Куернавака.

## Избрана филмография
Като сценарист
- „Празноглавецът“ („El Gran Calavera“, 1949)
- „Забравените“ („Los olvidados“, 1950)
- „Дъщерята на измамата“ („La hija del engaño“, 1951)
- „Той“ („El“, 1953)
- „Илюзията се вози на трамвай“ („La ilusión viaja en tranvía“, 1954)
- „Реката и смъртта“ („El río y la muerte“, 1955)
- „Смъртта в тази градина“ („La mort en ce jardin“, 1956)
- „Треска в Ел Пао“ („ La Fièvre Monte à El Pao“, 1959)

Като режисьор
- „Тлаюкан“ („Tlayucan“, 1962)